# 李宝章
李宝章（？—？）字善侯，直隶清苑人。中华民国军事将领。

## 生平
李宝章毕业于保定陆军军官学校。长期担任孙传芳的卫队团长，因战争受伤而失去一臂。1925年奉孙战争后，升任第七十六混成旅旅长。 1926年10月，率部进驻上海。不久出任上海戒严司令，组织大刀队，镇压上海工人第一、二次武装起义，升任第九师师长。 1927年3月，率部退出上海。龙潭战斗后，担任孙传芳五省联军第三军军长。1928年1月7日，获授将军府章威将军。1928年所部被阎锡山收编之后，接受国民政府军事参议院参议之职。